# 耶律海里 (涅剌昆)
耶律海里（やりつ かいり、生没年不詳）は、遼（契丹）の軍人。字は涅剌昆。

## 経歴
遙輦昭古可汗の末裔とされる。痕徳菫可汗の下で遙輦故族の衆望を集めた。痕徳菫可汗の死後、耶律阿保機を支持して、その即位を助けた。以後は耶律阿保機の耳目となり、たびたび征討に従った。諸弟の乱が平定され、遙輦敞穏が置かれると、海里はこれを領した。
天顕初年、渤海に対する征戦に従い、海里は遙輦乣軍を率いて、忽汗城を破った。凱旋した後、死去した。

## 伝記資料
- 『遼史』巻73 列伝第3